# Scotinotylus
Genre
Synonymes
- Caledonia O. Pickard-Cambridge, 1894
- Cochlembolus Crosby, 1929
- Cervinargus Vogelsanger, 1944
- Yukon Chamberlin & Ivie, 1947
- Cheraira Chamberlin, 1949

Scotinotylus est un genre d'araignées aranéomorphes de la famille des Linyphiidae.

## Distribution
Les espèces de ce genre se rencontrent en écozone holarctique.

## Liste des espèces
Selon World Spider Catalog (version 26, 19/02/2025) :
- Scotinotylus alienus (Kulczyński, 1885)
- Scotinotylus allocotus Crawford & Edwards, 1989
- Scotinotylus alpigena (L. Koch, 1869)
- Scotinotylus alpinus (Banks, 1896)
- Scotinotylus altaicus Marusik, Hippa & Koponen, 1996
- Scotinotylus ambiguus Millidge, 1981
- Scotinotylus amurensis Eskov & Marusik, 1994
- Scotinotylus antennatus (O. Pickard-Cambridge, 1875)
- Scotinotylus apache (Chamberlin, 1949)
- Scotinotylus autor (Chamberlin, 1949)
- Scotinotylus bicavatus Millidge, 1981
- Scotinotylus bodenburgi (Chamberlin & Ivie, 1947)
- Scotinotylus boreus Millidge, 1981
- Scotinotylus castoris (Chamberlin, 1949)
- Scotinotylus clavatus (Schenkel, 1927)
- Scotinotylus columbia (Chamberlin, 1949)
- Scotinotylus crinitis Millidge, 1981
- Scotinotylus dubiosus Millidge, 1981
- Scotinotylus eutypus (Chamberlin, 1949)
- Scotinotylus evansi (O. Pickard-Cambridge, 1894)
- Scotinotylus exsectoides Millidge, 1981
- Scotinotylus formicarius (Dondale & Redner, 1972)
- Scotinotylus gracilis Millidge, 1981
- Scotinotylus guizhouensis Irfan, Zhang & Peng, 2025
- Scotinotylus humilis Millidge, 1981
- Scotinotylus kenus (Chamberlin, 1949)
- Scotinotylus kimjoopili Eskov & Marusik, 1994
- Scotinotylus kolymensis Eskov & Marusik, 1994
- Scotinotylus levii Marusik, 1988
- Scotinotylus longiprojectus Irfan, Zhang & Peng, 2025
- Scotinotylus majesticus (Chamberlin & Ivie, 1947)
- Scotinotylus millidgei Eskov, 1989
- Scotinotylus montanus Millidge, 1981
- Scotinotylus pallidus (Emerton, 1882)
- Scotinotylus patellatus (Emerton, 1917)
- Scotinotylus pollucis Millidge, 1981
- Scotinotylus protervus (L. Koch, 1879)
- Scotinotylus provo (Chamberlin, 1949)
- Scotinotylus regalis Millidge, 1981
- Scotinotylus sacer (Crosby, 1929)
- Scotinotylus sacratus Millidge, 1981
- Scotinotylus sagittatus Millidge, 1981
- Scotinotylus sanctus (Crosby, 1929)
- Scotinotylus sintalutus Millidge, 1981
- Scotinotylus tianschanicus Tanasevitch, 1989
- Scotinotylus venetus (Thorell, 1875)
- Scotinotylus vernalis (Emerton, 1882)
- Scotinotylus vettonicus Barrientos & Hernández-Corral, 2020

## Systématique et taxinomie
Ce genre a été décrit par Simon en 1884 dans les Theridiidae.
Caledonia, Cochlembolus et Cervinargus ont été placés en synonymie par Millidge en 1977.
Yukon et Cheraira ont été placés en synonymie par Millidge en 1981.

## Publication originale
- Simon, 1884 : Les arachnides de France. Paris, vol. 5, p. 180-885 (texte intégral).